# جبهة لينينغراد
جبهة لينينغراد (بالروسية: Ленинградский фронт) مجموعة جيوش سوفيتية تشكّلت لأول مرة في 27 أغسطس 1941 بعد تقسييم الجبهة الشمالية إلى جبهة لينينغراد والجبهة الكاريلية خلال الزحف الألماني على لينينغراد (سانت بطرسبرغ حاليا).

## التاريخ
منذ تأسيسها أُنيطت للجبهة مهمة احتواء القوات الزاحفة صوب لينينغراد والتصدي لمجموعة الجيوش الشمالية التي باتت على مشارف المدينة، وبحلول سبتمبر 1941 تقدمت القوات الألمانية من الجنوب للتمركز على حدود المدينة لتبدأ عامين ونصف من الحصار الشامل للمدينة وعلى الرغم من توقف القوات الفنلندية عند الحدود الروسية - الفنلندية القديمة، إلا أن الجبهة مُنيت بخسائر فادحة خلال حرب الاستمرار، على الجانب الأخر بدأ جنود الجبهة بتنفيذ عملياتهم العسكرية تحت وطئة الحصار بدءا من 8 سبتمبر مما إضطرهم للقيام بتلك العمليات في ظل إمدادات ودعم شبه منعدمين وإن وصلت المدينة بعض المؤن المحدودة من خلال طريق الحياة أثناء فصل الشتاء.
على الجانب الأخر، قامت الجبهة بتنفيذ العديد من العمليات الهجومية والدفاعية أثناء الحصار بمساعدة جبهتي البلطيق الأولى وفولوخوف والتي ساهمت بدورها في رفع الحصار، وتعد جبهة لينينغراد من أكثر الجبهات التي تعاقب على قيادتها الكثير من الأسماء البارزة في القوات المسلحة السوفيتية، حيث قادها ليونيد غوفوروف بدءا من يونيو 1942 واستمر في قيادتها حتى نال لقب مارشال الاتحاد السوفيتي في يونيو 1944، خلال تلك الفترة وتحديدا في يناير 1943 تمكنت الجبهة من تحقيق أول تقدّم لها على الأرض منذ بداية الحصار بعد استعادتها لمدينة شليسلبورغ من أيدي القوات الألمانية ومن ثم إعادة قنوات الاتصال بين لينينغراد وباقي الاتحاد السوفيتي، بعدها بعام ومع انتصاف يناير 1944 نجحت جبهة الجبهة بالتعاون مع جبهة فولوخوف وجبهة البلطيق الأولى وجبهة البلطيق الثانية في إجبار مجموعة الجيوش الشمالية على التراجع من مواقعها رافعة حصار دام لمدة ثمانية وعشرون شهرا، بعدها بأيام معدودة أتمّت الجبهة تطهير لينينغراد أوبلاست وكالنين أوبلاست بالكامل من القوات الألمانية قبل أن تتمكن الجبهة من الاستيلاء على مدينة نارفا الإستراتيجية.
وبحلول 21 إبريل 1944 تمت الاستعانة ببعض الوحدات من جبهة لينينغراد لتكوين جبهة البلطيق الثالثة، وفي يونيو 1944 نجحت الجبهة بمساعدة أسطول البلطيق في إتمام عملية هجوم فيبورغ - بيتروزافودسك الإستراتيجية مما أجبر فنلندا لاحقا عن التخلي عن ألمانيا في الحرب والانضمام لجانب الحلفاء حتى نهاية الحرب، بعدها شاركت الجبهة في هجوم البلطيق خلال الفترة ما بين شهري سبتمبر ونوفمبر 1944 كما استمرت في التقدم خلال محور نارفا - تارتو ثم التقدم صوب تالين، ومع إتمام احتلال إستونيا انفصلت مجموعة أخرى من قوات جبهة لينينغراد للمشاركة في عملية استعادة أرخبيل موونسوند بمساعدة أسطول البلطيق وهي أخر العمليات الهجومية التي قامت بها الجبهة بعدما صدرت لها الأوامر بالتمركز على الحدود السوفيتية الفنلندية وبطول الشريط الساحلي لبحر البلطيق الممتد من لينينغراد وحتى لاتفيا، بعدها تم تدعيم الجبهة بوحدات من جبهة البلطيق الثانية المنحلة والتي تمركزت عند جيب كورلاند لاحتواء مجموعة جيوش كورلاند الألمانية والتي استمرت في قتال القوات السوفيتية حتى نهاية الحرب العالمية الثانية في أوروبا.
وفي 24 يونيو 1945 تم حلّ جبهة لينينغراد رسميا وضمها لمنطقة لينينغراد العسكرية.

## التكوين
مع إنشائها في أغسطس 1941، ضمت جبهة لينينغراد القوات التالية:
- الجيش الثامن
- الجيش الثالث والعشرون
- الجيش الثامن والأربعون
- مجموعة عمليات كوبوريي
- مجموعة العمليات الجنوبية
- مجموعة عمليات سلوتسك
- أسطول البلطيق

وفي 25 نوفمبر 1942 تم تدعيم الجبهة بأعداد كبيرة من القوات ليتحول تشكيلها إلى:
| - الجيش عشرون - الجيش الحادي والعشرون - الجيش الثاني والعشرون - الجيش الثاني والأربعون - الجيش الحادي والخمسون - الجيش الثاني والخمسون - الجيش الرابع والخمسون (حتى أكتوبر 1944) - الجيش الخامس والخمسون (من أغسطس 1941 وحتى ديسمبر 1943) - الجيش التاسع والخمسون - الجيش السابع والستون | - الجيش الصدامي الأول - الجيش الصدامي الثاني - الجيش الصدامي الرابع - جيش الحرس السادس - جيش الحرس العاشر - الجيش الجوي الثالث - الجيش الجوي الثالث عشر - الجيش الجوي الخامس عشر |

## القادة
- الفريق ماركيان بوبوف (أغسطس - سبتمبر 1941)
- مارشال الاتحاد السوفيتي كليمنت فوروشيلوف (سبتمبر 1941)
- جنرال الجيش غيورغي جوكوف (سبتمبر - أكتوبر 1941)
- اللواء إيفان فيديونينسكي (أكتوبر 1941)
- الفريق ميخائيل خوزين (أكتوبر 1941 - يونيو 1942)
- الفريق ليونيد غوفوروف (يونيو 1942 - يونيو 1944)
- مارشال الاتحاد السوفيتي ليونيد غوفوروف (يونيو 1944 - يوليو 1944)

## وصلات خارجية
- (بالروسية) Любанская операция